# Atherigona palpalis
Atherigona palpalis är en tvåvingeart som beskrevs av Dike 1987. Atherigona palpalis ingår i släktet Atherigona och familjen husflugor.
Artens utbredningsområde är Nigeria. Inga underarter finns listade i Catalogue of Life.